# Emilia Dilke
Emilia Francis Strong (2 de septiembre de 1840, Ilfracombe, Devon-23 de octubre de 1904), más conocida como Lady Dilke, fue una escritora, historiadora de arte, feminista y sindicalista del Reino Unido.

## Biografía

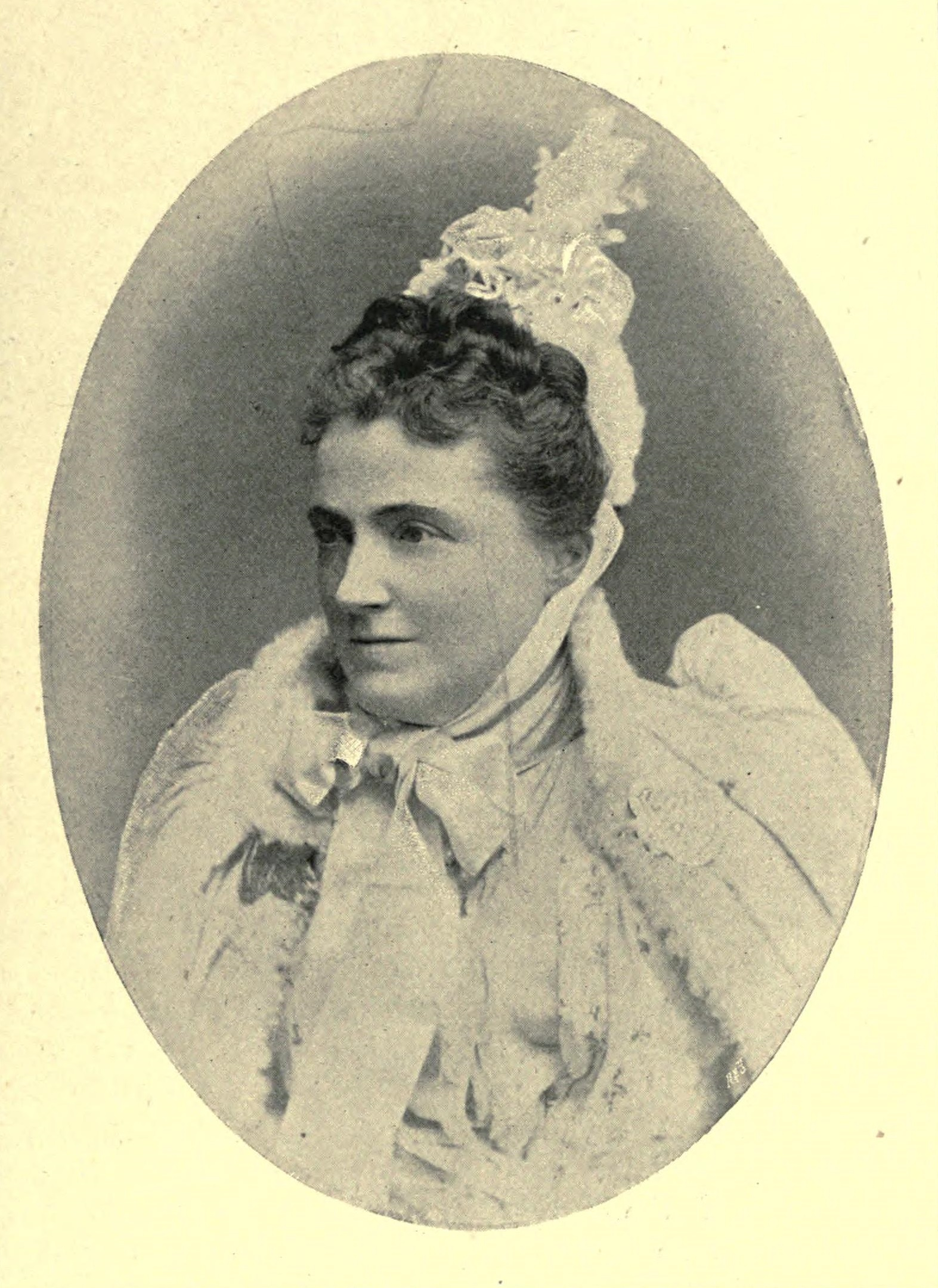
Retrato de Emilia Dilke circa 1895.

Emilia Francis Strong, la hija de Henry y Emily Weedon Strong, fue llamada por su segundo nombre, con su ortografía masculina, durante su infancia y juventud. Creció en Iffley, cerca de Oxford, y asistió a la Escuela de Arte de South Kensington de Londres en su adolescencia. Se casó con Mark Pattison (académico), rector del Lincoln College, uno de los «college» de la Universidad de Oxford, en 1861, ella fue, entonces, conocida como Francis Pattison, Mrs. Mark Pattison, o, en algunas de sus publicaciones, como E. F.S. Pattison. Tras la muerte de Mark Pattison en 1884, se casó con Charles Dilke, y posteriormente fue conocida como Lady Dilke o mayormente Emilia Dilke. Ambos matrimonios fueron temas de discusión pública.

## Carrera literaria y política
En 1864 se convirtió en colaboradora del Saturday Review y posteriormente fue durante muchos años crítica de bellas artes de la revista The Academy y a partir de 1873 su editora de arte, publicando en otras numerosas revistas en Gran Bretaña y Francia. Además de numerosos ensayos firmados y no firmados, y de sus principales obras de historia del arte, escribió ensayos sobre la política francesa y sobre el sindicalismo femenino y el trabajo de las mujeres. También publicó dos volúmenes de cuentos sobrenaturales —un tercer volumen en parte apareció póstumo—. Participó en la Liga de Protección y Previsión de la Mujer, más tarde en la Liga Sindical de Mujeres (WTUL), desde casi su creación en 1874 y fue Presidenta de la WTUL durante muchos años hasta su muerte. Su sobrina, «Gertrude Tuckwell» colaboró estrechamente con ella en sus actividades feministas y sindicalistas.

## Obras

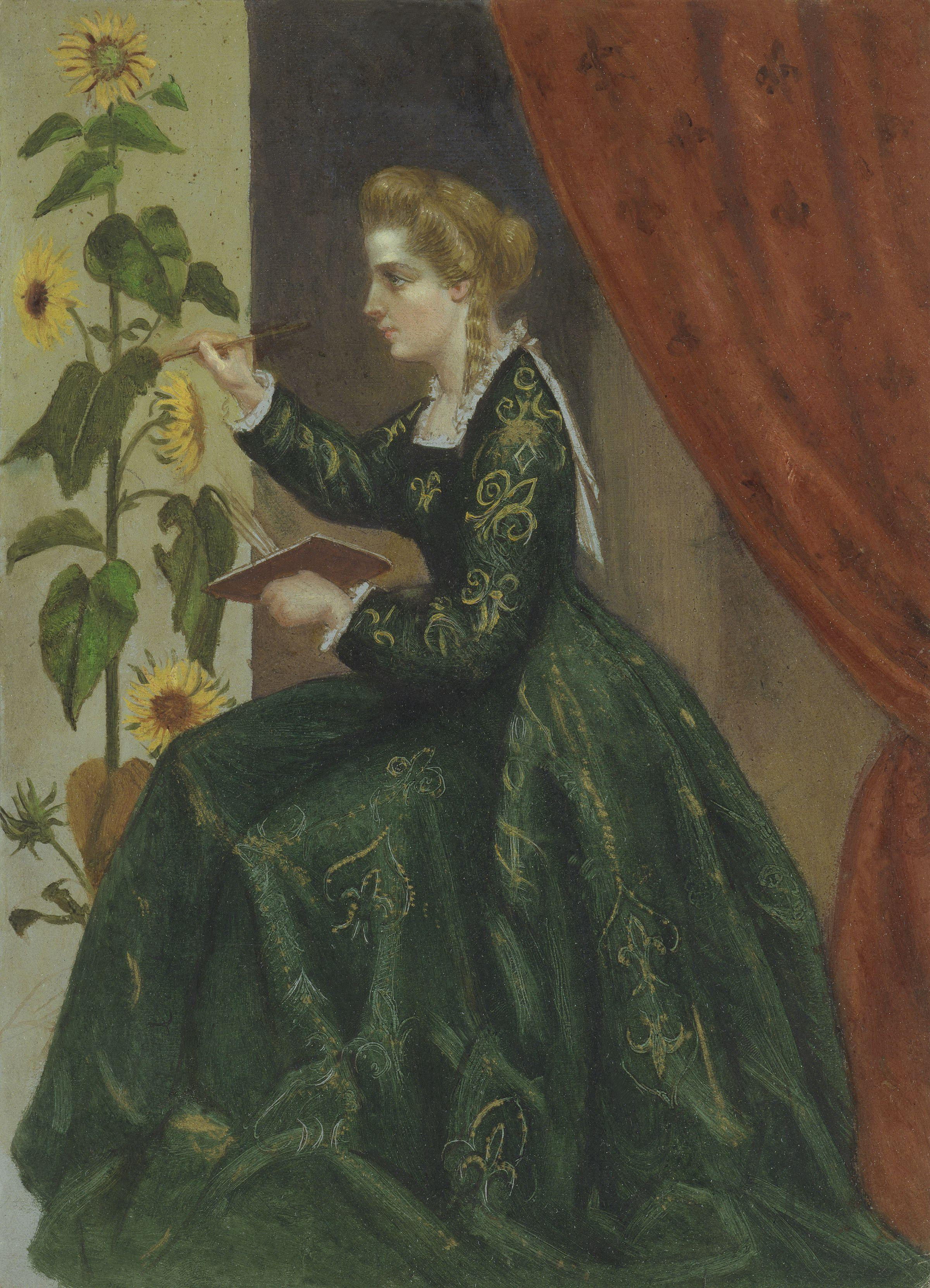
Retrato de Emilia Dilke por Laura Capel Lofft (afterwards Lady Trevelyan), circa 1864.

Además de numerosos artículos en revistas, publicó, bajo el apellido Pattison:
- The Renaissance of Art in France, 2 vols. (Londres, 1879).
- "Sir Frederic Leighton, P.R.A.". en Illustrated Biographies of Modern Artists, e.d. Francois G. Dumas (París, 1882).
- Claude Lorrain, sa vie and ses oeuvres (París, 1884).

Bajo el apellido Dilke, publicó los siguientes libros:
- Art in the Modern State (London, 1888)
- French Painters of the Eighteenth Century (London, 1899)
- French Architects and Sculptors of the Eighteenth Century (Londres, 1900)
- French Engravers and Draftsmen of the XVIIIth Century (Londres, 1902)
- French Furniture and Decoration in the Eighteenth Century (1901)
- The Shrine of Death and Other Stories (Londres,1886)
- The Shrine of Love and Other Stories (Londres, 1891)
- The Book of the Spiritual Life, with a memoir of the author (1905) Stories and essays; memoir by Charles Dilke.
- The Outcast Spirit and Other Stories (Snuggly Books, 2016) Contains most of her fiction.